# 임계 블랙홀
임계 블랙홀(臨界 black hole, 영어: extremal black hole)은 주어진 전하 및 각운동량에 대하여 최소의 질량을 가지는 블랙홀이다. 이보다 더 질량이 작을 경우, 사건 지평선이 사라지고, 블랙홀 대신 벌거숭이 특이점이 남게 된다. 이러한 벌거숭이 특이점은 보통 실재하지 않는다고 여겨진다 (우주 검열 가설).

## 정의
블랙홀의 질량이 {\displaystyle M}, 전하가 {\displaystyle Q}, 각운동량이 {\displaystyle J}라고 하자. 그렇다면 (커-뉴먼 계량의 경우) 임계 블랙홀은 다음을 만족한다.
{\displaystyle M^{2}={\frac {Q^{2}}{4\pi \epsilon _{0}G}}+\left({\frac {Jc}{GM}}\right)^{2}}
여기서 {\displaystyle G}는 중력 상수, {\displaystyle c}는 빛의 속력, {\displaystyle \epsilon _{0}}는 진공의 유전율이다.

## 성질
일반적인 라이스너-노르드스트룀 계량, 커 계량, 또는 커-뉴먼 계량은 두 개의 사건 지평선을 가진다. 임계 블랙홀의 경우, 이 두 사건 지평선이 서로 겹치게 된다.
대개, 임계 블랙홀은 초대칭적이다. 좀 더 정확히 말하면, 임계 블랙홀은 초대칭 이론에서 BPS 대상으로 나타난다. 예를 들어, 4차원 라이스너-노르드스트룀 계량은 4차원 {\displaystyle {\mathcal {N}}=2} 초중력의 ½-BPS 해로 여길 수 있다. 여기서 "전자기장"은 {\displaystyle {\mathcal {N}}=2} 중력자 초다중항에 포함된 중력광자이다. (반면, 4차원 임계 커 계량은 초대칭적이지 않다.)
임계 블랙홀의 표면 중력은 0이고, 따라서 임계 블랙홀의 호킹 온도는 절대 영도다. 그러나 임계 블랙홀은 유한한 크기의 사건 지평선을 가지므로, 임계 블랙홀은 양의 베켄슈타인-호킹 엔트로피를 가진다. 초대칭 임계 블랙홀의 엔트로피는 끈 이론으로 직접 계산할 수 있다.
임계 라이스너-노르드스트룀 블랙홀은 매우 많은 양의 전하를 필요로 하므로, 우주에 실재하지는 않을 것이라고 예상한다. 다만, 커 블랙홀의 경우, GRS 1915+105가 임계성에 가까운 커 블랙홀일 것이라고 추측된다.

## 같이 보기
- 블랙홀 정보 역설
- 블랙홀 열역학
- 양자 중력